# Brabant (tartomány)
Brabant tartomány Belgium egyik tartománya volt az 1831-es szabadságharc után. A tartományt az Egyesült Holland Királyság Dél-Brabant (Zuid-Brabant) tartományának átnevezésével hozta létre az ideiglenes kormány.
1993. január 1-jén a belga alkotmányreform következményeként megalakult a vallon, a flamand régió, ekkor Brüsszel városa kivált a tartományból. 1995-ben a nyelvi határok mentén a tartományt végleg felosztották, délen megalakult Vallon-Brabant tartomány (hivatalos nyelve a francia), északon Flamand-Brabant tartomány (hivatalos nyelve a holland, bár egyes községekben a francia is használható közigazgatási ügyekben), illetve a Brüsszel Fővárosi Régió.
A korábbi, egyesített tartomány öröksége ma a postai irányítószámokban, a tartományi labdarúgó-kupában és a nagyobb közutak számozásában még mindig tetten érhető.